# Blaise Compaoré
Blaise Compaoré (Ziniaré, Alto Volta, 3 de fevereiro de 1951) é um militar e político burquinense, foi presidente do seu país de 1987 até 2014.

## Vida política
Foi capitão do exército e ministro da Justiça no governo do presidente Thomas Sankara. Também, foi responsável do golpe de Estado em 1987 e pela morte de Sankara como revelou uma das testemunhas do local do crime, e liderou um governo militar nos quatro anos posteriores. Correndo sem oposição como um civil, ele venceu a eleição presidencial de 1991. Foi reeleito contra a oposição fraca em 1998, 2005 e 2010. Seu regime foi marcado por um setor privado ampliado, aumento do investimento estrangeiro e uma maior estabilidade política. Embora tenha havido algumas reformas democráticas, seu governo está implicado em abusos de direitos humanos, incluindo a morte de um repórter. Além disso, Burquina Fasso teve frequentes conflitos com a vizinha Costa do Marfim.
A sua intenção de mudar a Constituição provocou manifestações em Uagadugu, capital do país, que se transformaram em confrontos maciços com a polícia. Em meio aos protestos contra as mudanças constitucionais, Compaoré decretou em 30 de outubro de 2014 a dissolução do governo e declarou o estado de emergência. Por sua vez, o general do Exército Honoré Traoré anunciou a dissolução do legislativo e a criação de um governo provisório cujo mandato terminaria em 2015.
Blaise Compaoré foi deposto em 31 de outubro de 2014, tendo-se refugiado na Costa do Marfim, desde então.